# Mariengymnasium Jever
Das Mariengymnasium in Jever (Niedersachsen) wurde 1573 von Maria von Jever als Lateinschule gegründet und hat heute rund 1000 Schüler.
Die Schule ist heute das einzige allgemeinbildende Gymnasium im nördlichen Teil des Landkreises Friesland und das Einzugsgebiet erstreckt sich über die Gemeinde Wangerland sowie die Städte Jever und Schortens. Auch Schüler aus dem Landkreis Wittmund (hier vor allem aus Friedeburg) sowie aus Wilhelmshaven besuchen das Mariengymnasium.

## Gebäude

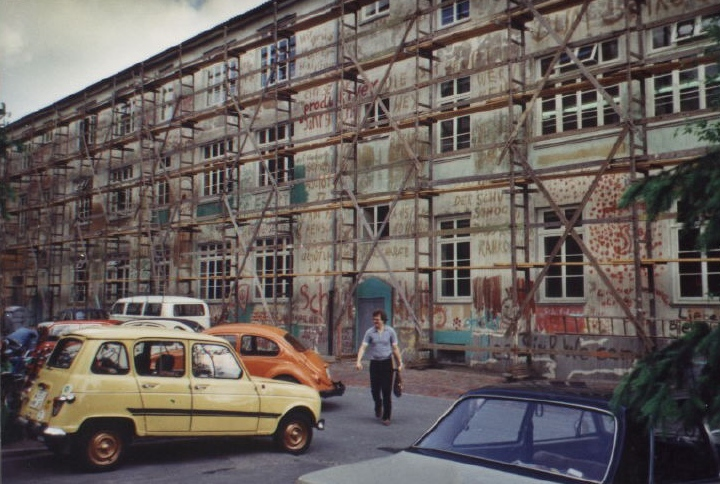
Das Oberstufengebäude mit dem Oberstufenschulhof in den späten 1970er Jahren

Die Schule besteht an ihrem Hauptstandort in Jever aus mehreren Gebäuden aus verschiedenen Epochen. Der Altbau stammt aus dem Jahre 1900. 1957 folgte ein Anbau, 1969 der Bau eines stilfremden Gebäudes, das vor allem für Naturwissenschaften vorgesehen ist. Aus Platzgründen wurde auf dem Schulhof um 1980 der sogenannte Pavillon in Leichtbauweise errichtet. Ursprünglich sollte dieses Gebäude nur ein Provisorium für maximal fünf Jahre sein, allerdings wurde er bis zum Herbst 2005 genutzt und der Abriss wurde Anfang 2006 durchgeführt. Der Unterricht für die Oberstufe findet größtenteils in einer umgebauten, ehemaligen denkmalgeschützten Anhalt-Zerbster Kaserne statt, die einige Meter vom restlichen Gebäudekomplex abgesetzt ist und seit 1978 zur Schule gehört.
Die Umstrukturierungen im Rahmen der niedersächsischen Schulreform haben dazu geführt, dass sich die Schülerzahl von 855 im Schuljahr 2003/04 schlagartig auf etwa 1.300 im Schuljahr 2004/05 erhöhte.
Im November 2005 wurde bekanntgegeben, dass der seit Jahrzehnten als Provisorium bestehende Pavillon abgerissen und durch einen Neubau mit sieben zusätzlichen Klassenräumen ersetzt wird. Dieser wurde zum Beginn des Schuljahrs 2007/2008 fertiggestellt. Parallel zum Neubau wurde auch die bisherige Cafeteria zu einer Mensa umgebaut, die einen weiteren Schritt auf dem Weg zur Ganztagsschule darstellt. Im Sommer wurde das von-der-Vring-Haus („B-Gebäude“) abgerissen und wird derzeit unter der Betreuung des Architekturbüros Enno Schneider neu gebaut. Der Neubau wird Teile des Verwaltungstraktes (Schulleitung, Stellvertretung und Sekretariat), zwei Kunsträume und zehn Klassenräume beherbergen.

## Bibliothek
Die Bibliothek des Gymnasiums mit einem Bestand von rund 30.000 Büchern ist gegenüber anderen Schulbibliotheken sehr reich an Werken, insbesondere in ihrem historischen Bestand von ca. 27.000 Exemplaren. So beherbergt sie zum Beispiel viele wertvolle und historische Werke aus dem 16. bis 19. Jahrhundert sowie Originaldrucke, handgeschriebene Bücher und auch Noten. Im Jahr 2000 wurde in einem Gebäudeteil die Gesamtbibliothek eröffnet, in der sämtliche Materialien, die vorher über verschiedene Standorte in verschiedenen Gebäuden aufgeteilt waren, zentral an einem Ort zusammengefasst sind. Die Bibliothek ist nicht nur für Lehrer und Schüler, sondern auch öffentlich zugängig. An der Finanzierung beteiligt ist ein Förderverein.

## Schülerzeitung
Aktuelle Schülerzeitung ist seit 2019 das online-Magazin „Bloody Mary“.

## Schulpartnerschaften

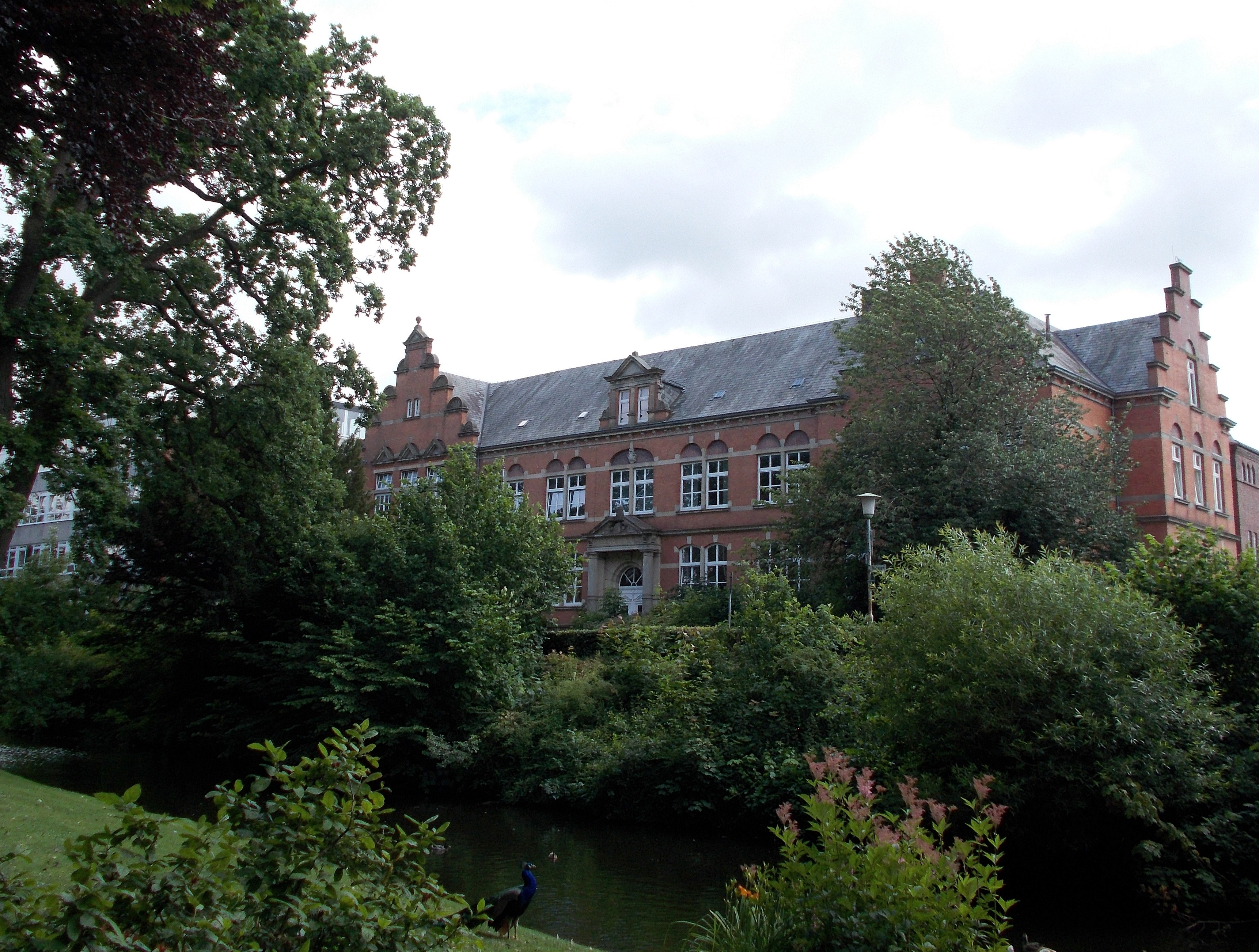
Hauptgebäude des Mariengymnasiums

Im Rahmen der Partnerschaften mit folgenden Schulen werden Schüleraustausche und andere gemeinsame Projekte durchgeführt:
- Francisceum Zerbst/Anhalt, Sachsen-Anhalt
- Gymnázium Trutnov (Tschechien)
- Collège Paul Doumer, Nort-sur-Erdre (Frankreich)
- Tycho-Brahe-Skolan, Helsingborg (Schweden)
- IX Liceum Ogólnokształcące, Breslau (Wrocław) (Polen)
- Drachtster Lyceum (Niederlande)

## Ehemalige Schüler und Lehrer
- Theodor Ahlrichs (1866–1937), evangelisch-lutherischer Theologe
- Oswald Andrae (1926–1997), plattdeutscher Schriftsteller
- Ina Bergmann (* 1966), Journalistin und Fernsehmoderatorin
- Anton Günther Billich (1599–1640), Arzt und chemiatrischer Fachschriftsteller
- Karl Gottfried Böse (1828–1886), Geografielehrer seit 1855, Verfasser geografischer Schriften
- Peter van Bohlen (1796–1840), Orientalist
- Friedrich Bolte (1860–1940), Direktor der Hamburger Navigationsschule
- Andreas Brandt/Sebby (* 1963), Cartoonist und Comiczeichner
- Otto Carnuth (1843–1899), Latinist, Direktor des Gymnasiums
- Hiltraud Casper-Hehne (* 1957), Germanistin, Hochschullehrerin und Vizepräsidentin der Universität Göttingen
- Rudolf Drost (1892–1971), Ornithologe
- Wilhelm Dürks (1890–1966), Pädagoge und Heimatforscher
- Ihno Hayen Fimmen, Oberkammerrat in Diensten des Großherzogtums Oldenburg, war maßgeblich an Planung und Bau des Hunte-Ems-Kanals, des Vorläufers des Küstenkanals, beteiligt[3]
- Ernst Hemken (1834–1911), Maler und Porträtist
- Johann Ludwig Hinrichs (1818–1901), Hilfslehrer in Sillenstede und späterer Mitbegründer der nordwestdeutschen Baptisten
- Ludwig Klingenberg (1840–1924), Architekt
- Fritz Levy (1901–1982), Viehhändler, „letzter Jude von Jever“
- Anton von Lindern (1811–1850), Pastor und Landtagsabgeordneter
- Ernst Löwenstein (1881–1974), Rechtsanwalt und Notar
- Ludwig Siegfried Meinardus (1827–1896), Komponist
- Johann Friedrich Minssen (1823–1901), Sprachwissenschaftler
- Eilhard Mitscherlich (1794–1863), Chemiker
- Hans-Wilhelm Müller-Wohlfahrt (* 1942), Sportmediziner
- Erke Noth (1939–2007), Politikerin
- Werner Onken (* 1953), Diplom-Ökonom, Anhänger der Freiwirtschaftslehre Silvio Gesells, Autor
- Alfred Onnen (1904–1966), Jurist und Bundestagsabgeordneter (FDP), Bürgermeister von Jever
- Sophie Prag (1895–1955), bestand 1915 als erste Schülerin das Abitur am Mariengymnasium. Die jüdische Kinderärztin entkam dem Holocaust durch Emigration nach Peru.
- Gerold Rahmann (* 1962), Agrarökonom, Professor an der Universität Kassel. Gründungsdirektor des Bundesforschungsinstituts für Ökologischen Landbau.
- Ernst Ramdohr (1839–1922), Direktor
- Karl Sartorius (1875–1967), Ornithologe
- Ludwig Schauenburg (1839–1909), evangelisch-lutherischer Theologe und Kirchenhistoriker
- Jakob Schipper (1842–1915), Philologe und Anglist
- Jonas Schlagowsky (* 1987), Schauspieler
- Ulrich Jasper Seetzen (1767–1811), Orientalist
- Dieter Stöckmann (* 1941), General a. D. des Heeres der Bundeswehr
- Bernd Theilen (* 1945), Mitglied des Niedersächsischen Landtages und Regierungspräsident
- Johann Heinrich von Thünen (1783–1850), Volkswirt
- Gerhard Vieth (1763–1836), Lehrer und Turnpädagoge
- Friedrich Wegener (1907–1990), Pathologe, Erstbeschreiber der nach ihm benannten Wegener-Granulomatose
- Johannes Eduard Folckard Willms (1860–1937), Verwaltungsjurist
- Otto Georg Hermann Willms (1866–1901), Verwaltungsjurist, später Bürgermeister in Delmenhorst
- Carl Woebcken (1878–1965), Theologe, Pastor und Historiker
- Christian Heinrich Wolke (1741–1825), Pädagoge

Schüler, die später als Lehrer an der Schule wirkten:
- Hein Bredendiek (1906–2001), Maler und niederdeutscher Schriftsteller, Kunsterzieher an der Schule von 1949 bis 1952
- August Lübben (1818–1884), Germanist, Bibliothekar und Gymnasiallehrer
- Friedrich Christoph Schlosser (1776–1861), Historiker und Theologe, Konrektor der Schule von 1808 bis 1809
- Regine Kölpin (* 1964), Schriftstellerin, Leitung von Schreibwerkstätten 2007 bis heute

Als Lehrer wirkten unter anderem:
- Franz Tiefenbruch (1609–1702), Konrektor
- Paul Wessner (1870–1933), Altphilologe und Schulleiter 1911–1913
- Wilhelm Wisser (1843–1935), Oberlehrer 1877–1887
- Georg von der Vring (1889–1968), Schriftsteller und Maler

## Besonderheiten

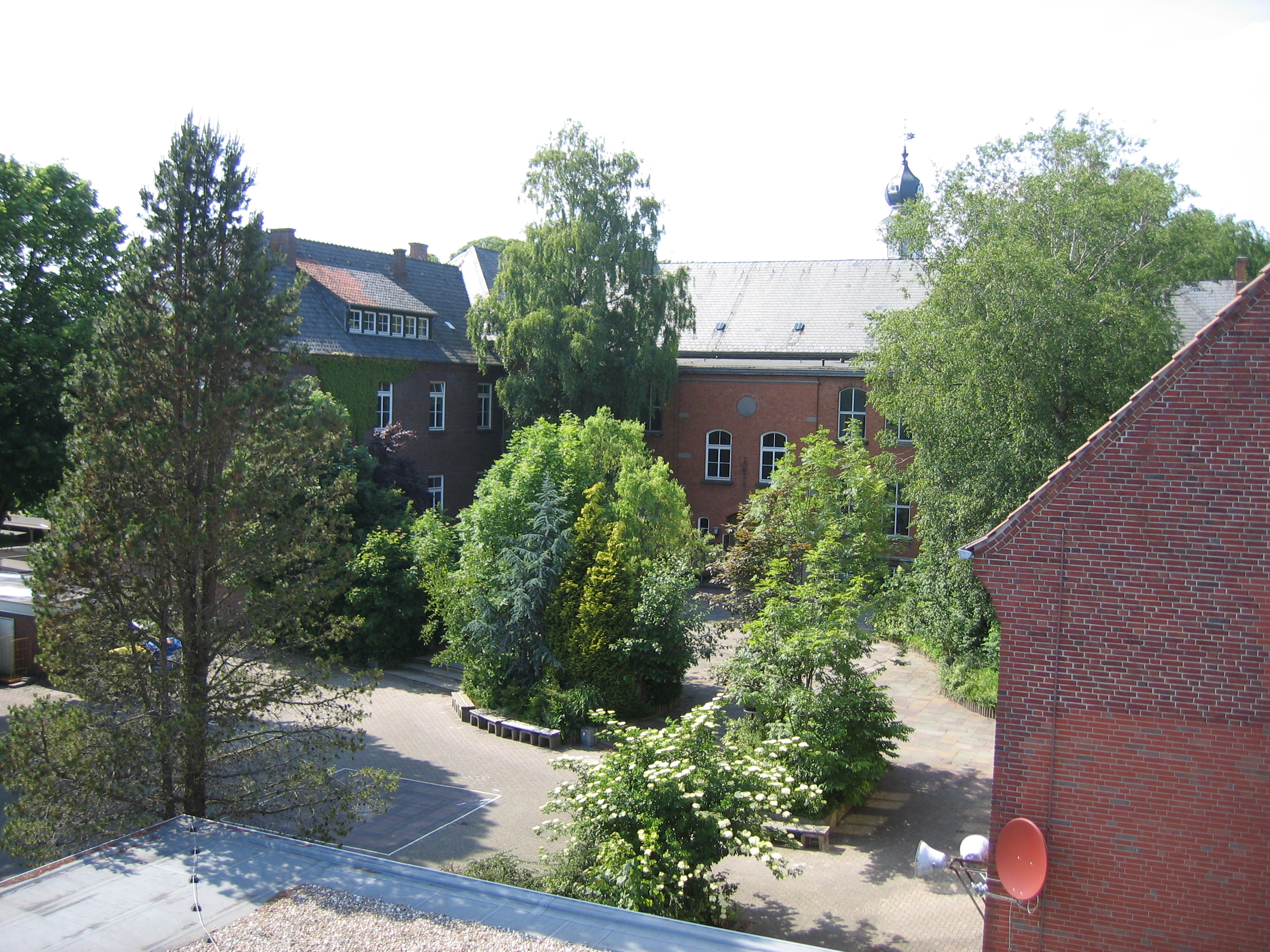
Blick vom Dach der Sporthalle auf den Schulhof. Im Hintergrund der Turm des Schlosses zu Jever

- Auf dem Dach des naturwissenschaftlichen Gebäudes befindet sich ein spezieller Raum für astronomische Beobachtungen, der vom obersten Stockwerk aus über eine Wendeltreppe erreichbar ist. Ihm ist zu verdanken, dass Astronomie nicht nur eine zwanglose Arbeitsgemeinschaft ist, sondern als wahlfreies Unterrichtsfach (mit Benotung) für die Oberstufe angeboten wird. Bei besonderen Ereignissen (etwa beim Venustransit im Jahr 2004) wird ein Teleskop auf dem Schulhof aufgestellt.
- Der Musikunterricht am Hauptstandort findet nicht im Schulgebäude selbst statt, sondern in den Räumen der Kreismusikschule Friesland, die etwa 300 Meter vom Gymnasium entfernt ist. Im Gegenzug darf die Musikschule bestimmte Räume des Gymnasiums nutzen.
- Der Platz zwischen dem Gebäude der Oberstufe und dem restlichen Komplex dient als Schulhof für die Schüler der Oberstufe, ist aber offiziell Teil einer öffentlichen Straße (und wird auch regelmäßig von Fußgängern und Radfahrern benutzt). Dort ist das Rauchen zwar durch die Schulordnung auch untersagt, es ist den Schülern der Oberstufe aber gestattet, sich jederzeit vom Schulgelände zu entfernen. Somit ist es der Schule kaum möglich, das in Niedersachsen geltende Rauchverbot an Schulen vernünftig durchzusetzen.